# District de Csurgó
Le district de Csurgó (en hongrois : Csurgói járás) est un des 8 districts du comitat de Somogy en Hongrie. Il compte 16 807 habitants et rassemble 18 localités : 17 communes et une seule ville, Csurgó, son chef-lieu.
Cette entité existait déjà auparavant jusqu'en 1970.

## Localités
- Berzence
- Csurgó
- Csurgónagymarton
- Gyékényes
- Iharos
- Iharosberény
- Inke
- Őrtilos
- Pogányszentpéter
- Porrog
- Porrogszentkirály
- Porrogszentpál
- Somogybükkösd
- Somogybükkösd
- Somogycsicsó
- Somogyudvarhely
- Szenta
- Zákány
- Zákányfalu